# Grandfontaine, Schweiz
Grandfontaine är en ort och kommun i distriktet Porrentruy i kantonen Jura, Schweiz. Kommunen har 381 invånare (2023).